# Ben Walter
Ben Walter, född 11 maj 1984, är en kanadensisk professionell ishockeyspelare som tidigare har spelat för bland annat Abbotsford Heat och Örebro HK.

## Klubbar
- Providence Bruins (2005/2006–2006/2007)
- Boston Bruins (2005/2006–2006/2007)
- Bridgeport Sound Tigers (2007/2008–2008/2009)
- New York Islanders (2007/2008–2008/2009)
- Lowell Devils (2009/2010)
- New Jersey Devils (2009/2010)
- Lake Erie Monsters (2010/2011)
- Abbotsford Heat (2011/2012–2012/2013)
- Örebro HK (2013/2014)
- Jokerit (2013/2014)
- EC Red Bull Salzburg (2014/2015–2015/2016)
- Nippon Paper Cranes (2016/2017)
- EC VSV (2017/2018)